# Anna Friel
Anna Louise Friel, född 12 juli 1976 i Rochdale i Greater Manchester, England, är en brittisk skådespelare. 
Friel är bland annat känd för rollen som Charlotte Charles i TV-serien Pushing Daisies. Hon spelar huvudrollen i TV-serien Marcella, producerad av brittiska ITV 2016, med manus av Hans Rosenfeldt.
Åren 2001 till 2010 hade hon ett förhållande med skådespelaren David Thewlis; tillsammans har de en dotter född 2005. Mellan 2011 och 2014 hade hon ett förhållande med skådespelaren Rhys Ifans. Paret lärde känna varandra under inspelningen av miniserien Neverland.

## Filmografi i urval
- 1998 – Vår gemensamme vän (TV-serie)
- 1999 – En midsommarnattsdröm
- 1999 – Rouge Trader
- 2001 – Me Without You
- 2003 – Timeline
- 2005 – Goal!
- 2007–2009 – Pushing Daisies (TV-serie)
- 2009 – Land of the Lost
- 2011 – Limitless
- 2011 – Without You (TV-serie)
- 2011 – Neverland (TV-serie)
- 2016–2018 – Marcella (TV-serie)
- 2016 – American Odyssey (TV-serie)
- 2018 – Butterfly (TV-serie)
- 2021 – Charming the Hearts of Men